# Henry Williams (missionnaire)
Pour les articles homonymes, voir Henry Williams et Williams.
Henry Williams (Nottingham, 11 février 1792-Pakaraka, 16 juillet 1867) est un missionnaire britannique.

## Biographie
Fils d'un petit industriel des Midlands, rapidement orphelin, il s'engage dans la Royal Navy en 1806 et sert sur le HMS Barfleur. Aspirant, il participe alors aux combats navals des Guerres napoléoniennes à Copenhague sous les ordres de Samuel Hood Linzee, Madagascar et au large des côtes américaines puis à la guerre anglo-américaine de 1812.
Quittant la marine en 1815, initié à la culture maorie par son beau-frère, le missionnaire Edward Garrard Marsh (en), il entre dans les missions londoniennes en 1819 et est ordonné pasteur en 1822. Il apprend alors la médecine et la chirurgie ainsi que l'ingénierie navale et part pour l'Australie en septembre 1822 avec sa femme et ses trois enfants.
Devenu un ami de William Marsden dès février 1823, il l'accompagne en juillet en Nouvelle-Zélande. Avec dix personnes qu'il dirige, dont entre autres William Colenso, il s'installe alors à Paihia.
En 1826, il fait construire le shooner Herald qui lui permet d'explorer les côtes de la Nouvelle-Zélande. Se consacrant entièrement à l’évangélisation, il convertit en 1830 un chef maori, Rawiri Taiwhanga.
Williams joue un rôle important dans la cessation des luttes tribales ainsi que dans le maintien de la paix. En 1840, il permet la signature du traité de Waitangi qui fait de la Nouvelle-Zélande une colonie de l'Empire britannique.
Archidiacre de Waimate (1844), démis de ses fonctions en 1849 à la suite d'un conflit avec le gouverneur George Grey, il les retrouvera en 1854 au départ de Grey.

## Galerie

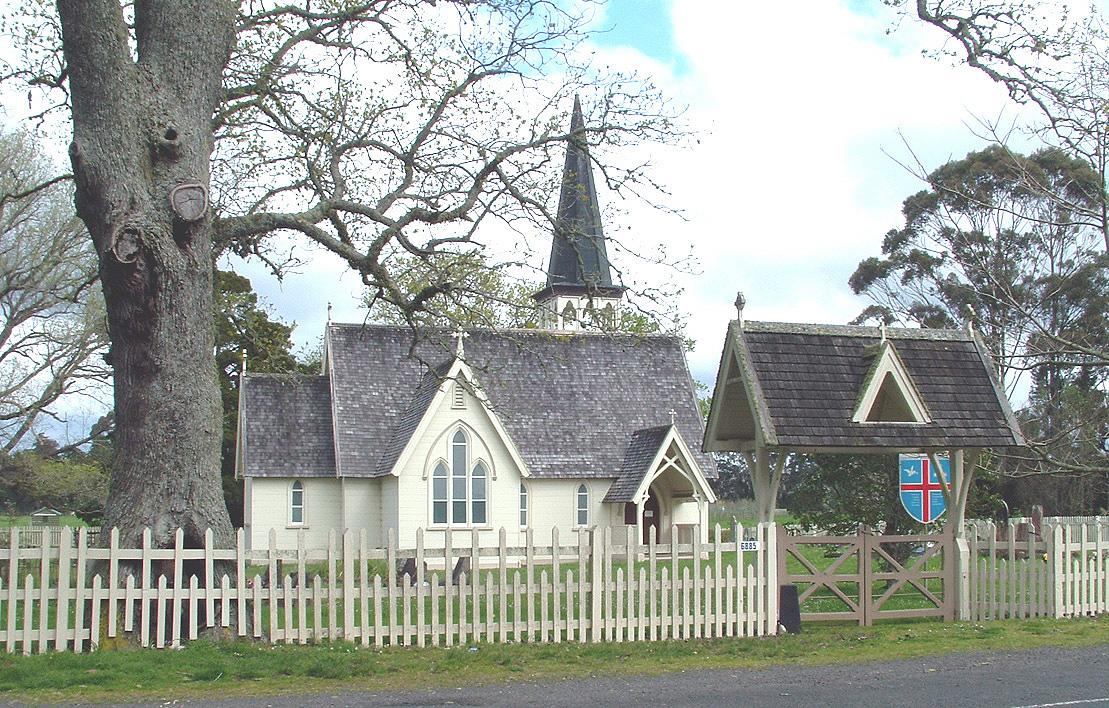
Holy Trinity Church, Pakaraka
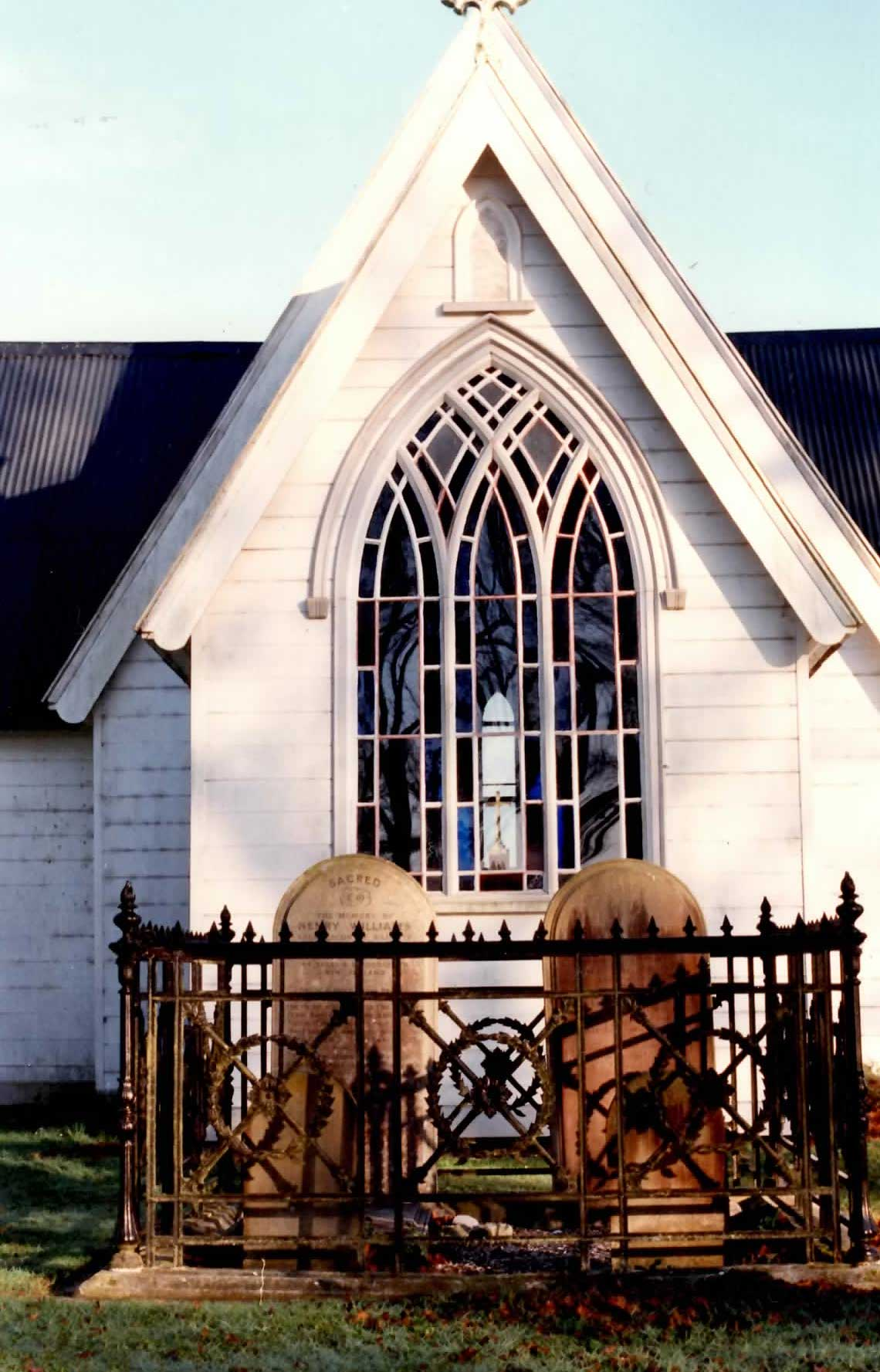
Tombes d'Henry et Marianne Williams, Holy Trinity Church, Pakaraka
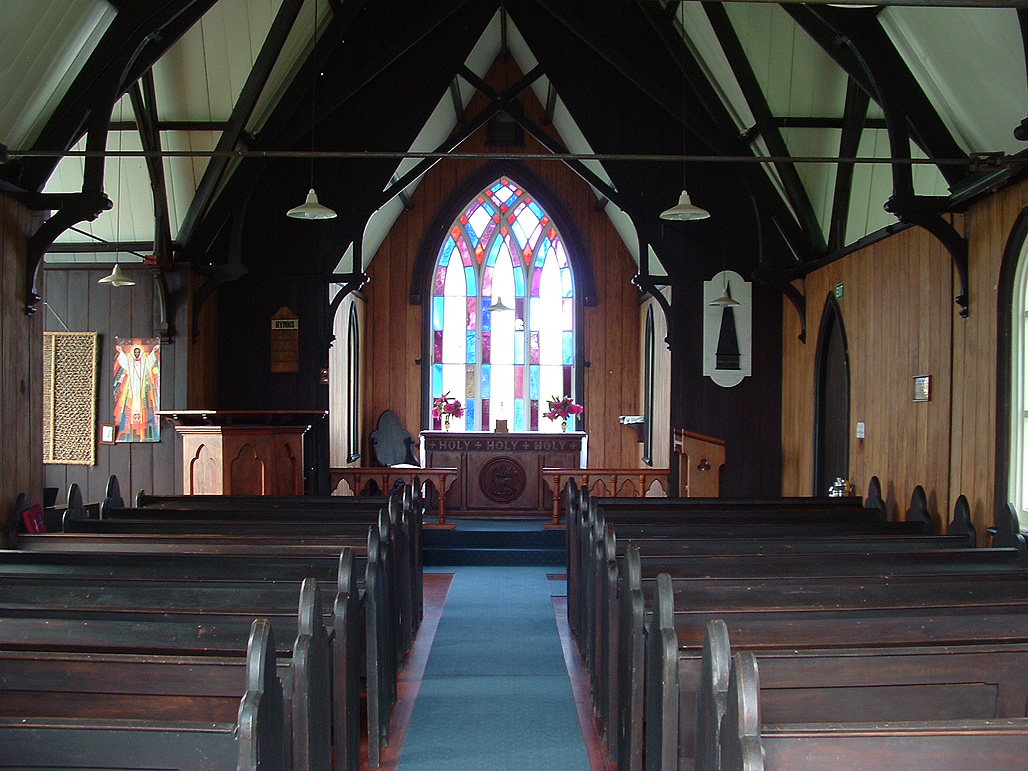
Intérieur de Holy Trinity Church, Pakaraka
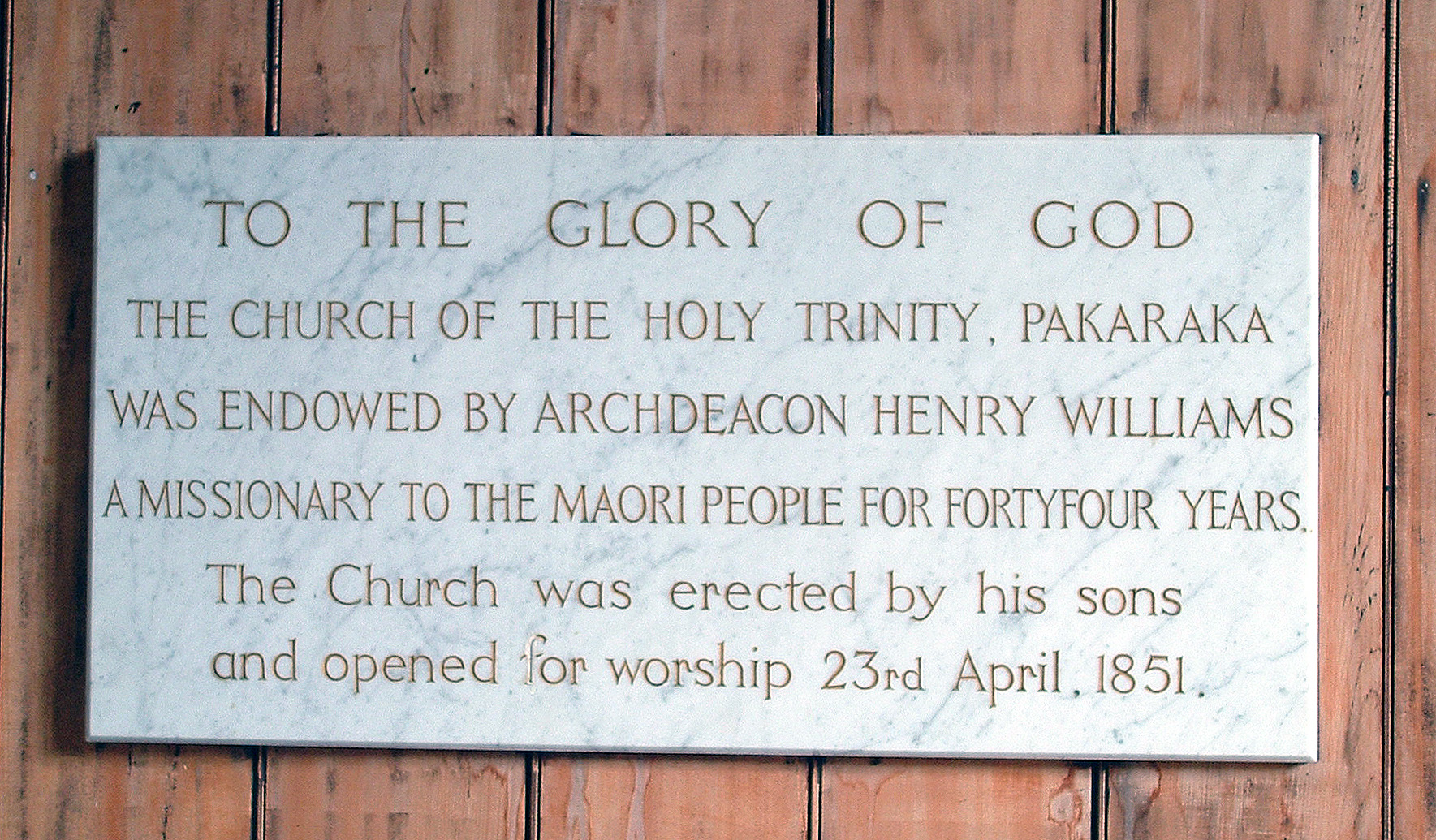
APlaque mémoriel dans Holy Trinity Church, Pakaraka
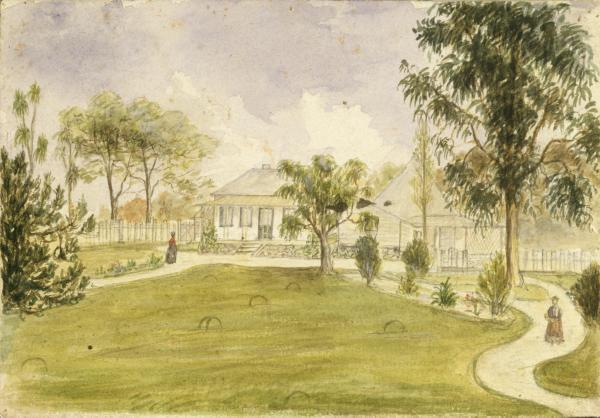
Aquarelle d'Henry Williams représentant la mission de Paihia
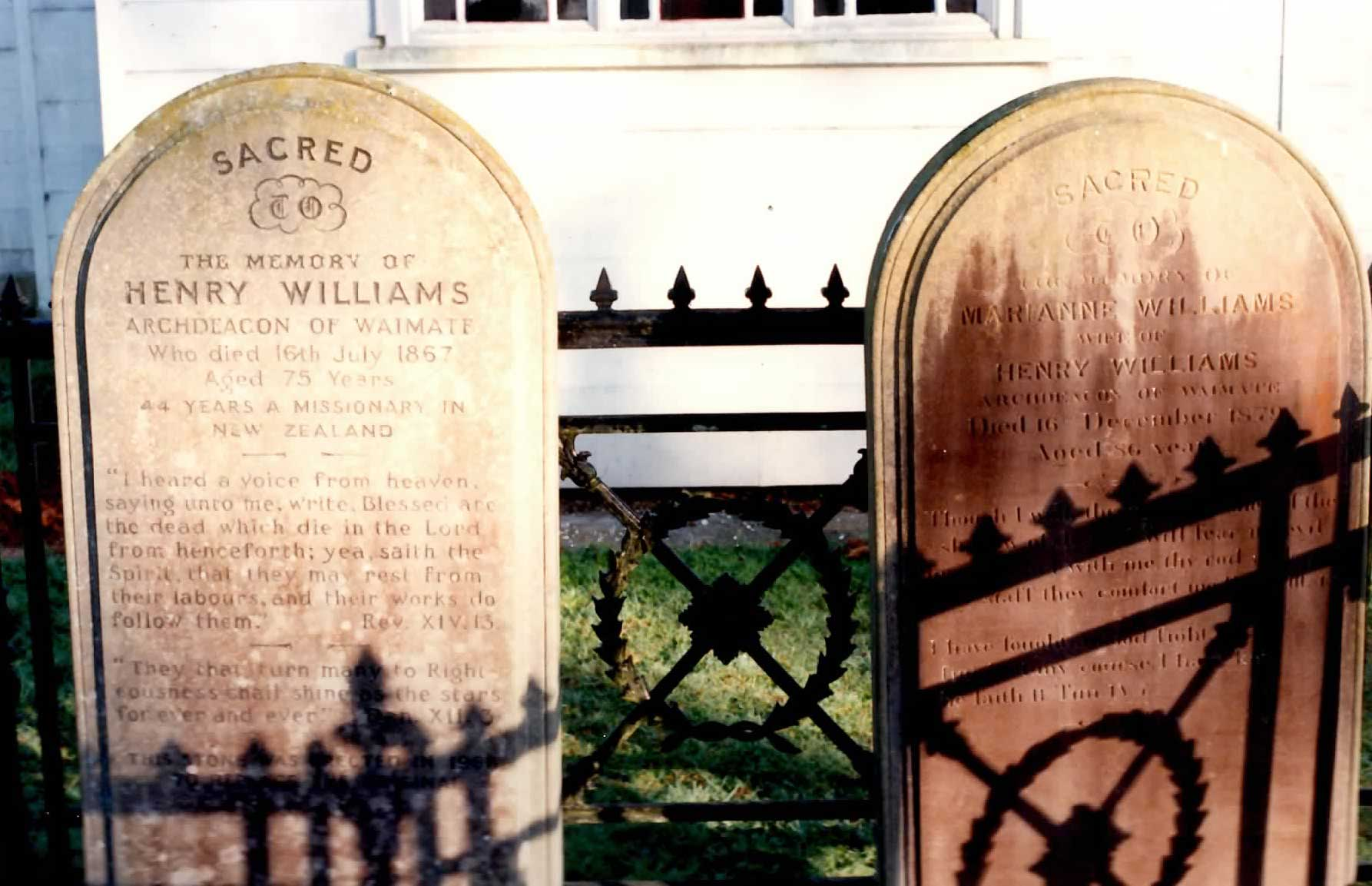
Tombes d'Henry et Marianne Williams, Holy Trinity Church, Pakaraka